# Enrico Hillyer Giglioli
Pour les articles homonymes, voir Giglioli.
Enrico Hillyer Giglioli est un zoologiste et un anthropologue italien, né le 13 juin 1845 à Londres et mort le 16 décembre 1909 à Florence.

## Biographie
Il est le premier des cinq fils de Vincenzo Giglioli, médecin et anthropologue, exilé à Londres pour des raisons politiques. La famille revient en Italie en 1848.
Giglioli étudie à Pavie avant d’obtenir à 16 ans une bourse d’étude pour aller étudier à l’école royale des mines de Londres de 1861 à 1863. Il rencontre Charles Darwin (1809-1882) et étudie auprès de Sir Richard Owen (1804-1892), Thomas Henry Huxley (1825-1895) et Sir Charles Lyell (1797-1875).
Il revient en Italie en 1864 et obtient son diplôme à l’université de Pise. Il fréquente Filippo de Filippi (1814-1867), directeur du Muséum de zoologie de Turin et promoteur de la théorie darwinienne en Italie. Grâce à Filippi, il obtient en 1864 un poste de professeur à l’Institut technique de Casale Monferrato et est retenu comme candidat à un projet de voyage scientifique autour du monde. Mais son père meurt ce qui l’oblige à s’occuper, pendant quelque temps, de sa famille. Finalement, il part en octobre 1865 avec Filippi à bord du Magenta, commandé par Vittorio Arminjon (1830-1897). L’expédition revient en 1868, Filippi est mort du choléra lors d’une escale à Hong Kong l'année précédente.
Giglioli est alors nommé professeur à l’université de Turin et est chargé du classement de la collection zoologique récoltée durant ce voyage. En 1869, il devient professeur de zoologie et d’anatomie comparée à l’Institut royal d’études supérieures de Florence. En 1870, il fait paraître Note intorno alla distribuzione della Fauna Vertebrata nell' oceano prese durante un viaggio intorno al Globo sur la distribution géographique des vertébrés.
En 1871, il épouse à Florence Costanza Case, fille d’un exilé de 1849 et dont il aura quatre fils. En 1876, il fonde la Collection centrale des vertébrés italiens qui porte aujourd’hui son nom. La même année, il fait paraître le compte rendu de son périple autour du monde. Il participe à de nombreuses commissions en Italie et à l’étranger. Il est notamment chargé par le ministère de l’Agriculture de réaliser une avifaune du pays. Il fait paraître ce catalogue de 1881 à 1890, en cinq volumes ; il recense 496 espèces.
Il contribue également au dynamisme des études ethnographiques en Italie notamment en constituant de riches collections (dont 2 000 objets d’Amérique du Nord). Il fait des échanges réguliers avec des institutions étrangères. Ses collections ethnographiques serviront de base au Muséum national de préhistoire de Rome, fondé en 1876 par Luigi Pigorini (1842-1925) tandis que sa collection ornithologique, riche de 4 296 spécimens appartenant à 488 espèces, échoit au Muséum de Florence créé en 1876.
Il devient membre étranger de la Zoological Society of London en 1892.

### Sources
- Maurice Boubier, L’Évolution de l’ornithologie, Paris, Alcan, coll. « Nouvelle collection scientifique », 1925, ii + 308
- (en) Barbara Mearns et Richard Mearns, The Bird Collectors, San Diego et Londres, Academic Press, 1998, xvi + 472 (ISBN 0-12-487440-1).